# Giảm cân
Giảm cân, trong bối cảnh y học, sức khỏe hoặc thể lực, đề cập đến việc giảm tổng khối lượng cơ thể, do mất chất lỏng trung bình, mỡ cơ thể hoặc mô mỡ hoặc khối lượng thịt nạc, cụ thể là khoáng chất xương, cơ, gân và các mô liên kết khác. Giảm cân có thể xảy ra ngoài ý muốn do suy dinh dưỡng hoặc một căn bệnh tiềm ẩn hoặc phát sinh từ một nỗ lực có ý thức để cải thiện tình trạng thừa cân hoặc béo phì trên thực tế hoặc nhận thấy. Giảm cân "không giải thích được" mà không phải do giảm lượng calo tiêu thụ hoặc tập thể dục được gọi là cachexia và có thể là triệu chứng của một tình trạng y tế nghiêm trọng. Giảm cân có chủ ý thường được gọi là giảm béo và giảm mỡ được thực hiện thông qua cơ chế thâm hụt calo.

## Giảm cân có chủ ý
Giảm cân có chủ ý là việc mất tổng khối lượng cơ thể do nỗ lực cải thiện thể lực và sức khỏe, hoặc thay đổi ngoại hình thông qua giảm béo. Giảm cân ở những người thừa cân hoặc béo phì có thể làm giảm nguy cơ về sức khỏe, tăng thể lực, và có thể trì hoãn sự khởi phát của bệnh tiểu đường. Nó có thể làm giảm đau và tăng chuyển động ở những người bị viêm xương khớp đầu gối. Giảm cân có thể dẫn đến giảm huyết áp cao, tuy nhiên liệu điều này có làm giảm tác hại liên quan đến tăng huyết áp là không rõ ràng.  
Giảm cân đạt được bằng cách áp dụng một lối sống trong đó nạp ít calo hơn mức calo tiêu hao. Theo Dịch vụ Y tế Quốc gia Vương quốc Anh, điều này đạt được tốt nhất bằng cách theo dõi lượng calo ăn và bổ sung điều này bằng các bài tập thể dục.
Trầm cảm, căng thẳng hoặc buồn chán cũng có thể góp phần tăng cân, và trong những trường hợp này, các cá nhân được khuyên nên tìm sự giúp đỡ về y tế. Một nghiên cứu năm 2010 cho thấy những người ăn kiêng ngủ đủ giấc sẽ giảm hơn gấp đôi lượng chất béo so với những người ăn kiêng mà thiếu ngủ.
Mặc dù giả thuyết cho rằng việc bổ sung vitamin D có thể giúp ích cho giảm cân, các nghiên cứu không khẳng định điều này. Phần lớn những người ăn kiêng sẽ lấy lại cân nặng trong một thời gian dài.
Theo Hướng dẫn chế độ ăn uống cho người Mỹ, những người đạt được và kiểm soát cân nặng khỏe mạnh sẽ thành công nhất bằng cách cẩn thận tiêu thụ lượng calo vừa đủ để đáp ứng nhu cầu của họ và luôn hoạt động thể chất.

### Kỹ thuật
Các phương pháp giảm cân ít xâm lấn nhất, và những phương pháp thường được khuyên dùng nhất là điều chỉnh chế độ ăn uống và tăng cường hoạt động thể chất, nói chung là dưới hình thức tập thể dục. Tổ chức Y tế Thế giới khuyến nghị mọi người nên kết hợp giảm thực phẩm chế biến có nhiều chất béo bão hòa, đường và muối và hàm lượng calo trong chế độ ăn uống với sự gia tăng hoạt động thể chất.
Việc tăng lượng chất xơ cũng được khuyến nghị để điều chỉnh nhu động ruột. Các phương pháp giảm cân khác bao gồm sử dụng thuốc và chất bổ sung làm giảm sự thèm ăn, ngăn chặn sự hấp thụ chất béo hoặc giảm thể tích dạ dày. Phẫu thuật barective có thể được chỉ định trong trường hợp béo phì nặng. Hai thủ tục phẫu thuật thường gặp là phẫu thuật cắt dạ dày và băng dạ dày. Cả hai đều có thể có hiệu quả trong việc hạn chế lượng năng lượng thực phẩm bằng cách giảm kích thước của dạ dày, nhưng như với bất kỳ thủ tục phẫu thuật nào cũng có rủi ro riêng cần được xem xét khi tham khảo ý kiến bác sĩ. Bổ sung chế độ ăn uống, mặc dù được sử dụng rộng rãi, không được coi là một lựa chọn lành mạnh để giảm cân. Nhiều lựa chọn là có sẵn, nhưng rất ít có hiệu quả trong dài hạn.